# 33595 Jiwoolee
33595 Jiwoolee este o planetă minoră (asteroid), cu un diametru de 3,972 km, din centura de asteroizi. A fost descoperită pe 10 mai 1999 la Experimental Test Site⁠(d) de Lincoln Near-Earth Asteroid Research. 
Obiectul prezintă o orbită caracterizată de o semiaxă mare de 2,4715477 UAi, o excentricitate de 0,1, o înclinație de 0,83889 ° în raport cu ecliptica.